# Утоли моя печали (община)
55°46′00″ с. ш. 37°42′05″ в. д.
Александровская община «Утоли моя печали» — община сестёр милосердия, занимавшаяся помощью раненным военным и нуждающемуся населению.

## История

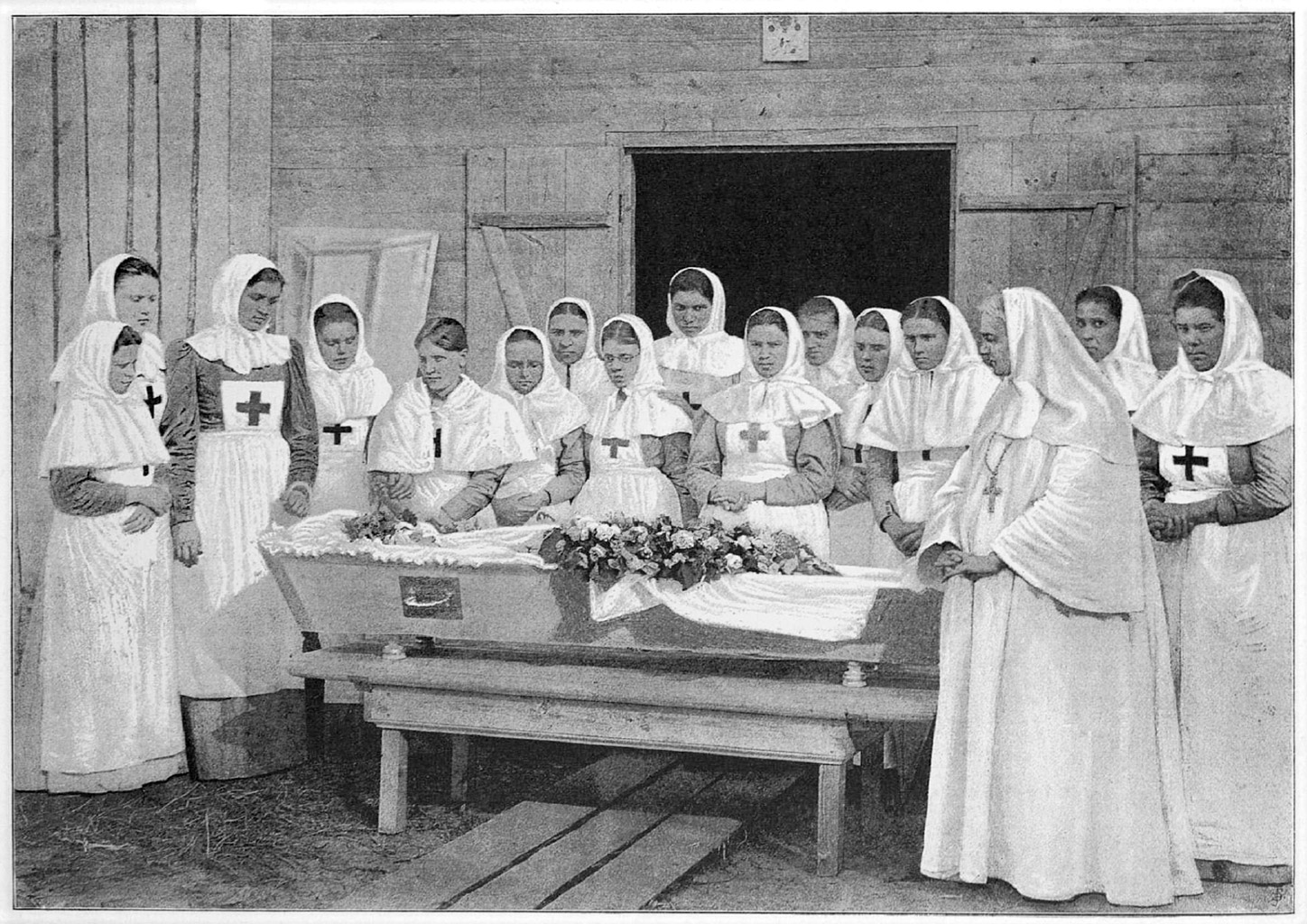
Княгиня Н. Б. Шаховская и сёстры общины «Утоли моя печали» у гроба умершей от холеры сестры той же общины. Автотипия Эд. Гоппе с фотографии М. Дмитриева в Нижнем Новгороде.

Община «Утоли моя печали» была основана в 1865 году княгиней Н. Б. Шаховской, которая работала в Никольской общине. Она вместе с 30 женщинами переселилась в дом на Покровской улице, где и обосновалась община. Княгиня Шаховская была младшей дочерью князя Б. А. Святополк-Четвертинского и женой главы дворян Серпуховского уезда. В 1863 году Шаховская потеряла мужа, после этого она стала заниматься благотворительностью, переехав жить в одну из палат Полицейской больницы. Со временем к ней стали присоединяться единомышленницы. В 1865 году Шаховская основала общину «Утоли моя печали», а через три года её официально назначили руководителем новосозданной общины. Долгое время её помощницей и заместителем была вдова статского советника Е. Г. Бушман.
В 1872 году благодаря благотворительным пожертвованиям община переместилась в Лефортово по адресу Госпитальная площадь, 2, постепенно был организован комплекс благотворительных учреждений: приют для детей, женское училище, больница, амбулатория, аптека и убежище для пожилых сестёр милосердия. В 1874 году на Госпитальной площади построили отдельный трёхэтажный больничный корпус, где содержались больные, которых уже нельзя было вылечить. Тогда же построили двухъярусную больничную церковь: верхний храм во имя иконы Божией Матери «Утоли Моя Печали», нижний — в честь святого князя Александра Невского.
В первые годы работы община «Утоли моя печали» подчинялась Российскому обществу Красного Креста, но в 1881 году она стала самоуправляемым учреждением, получила покровительство Александра II и была названа в его честь. В 1896 году община открыла богадельню для пожилых бедных женщин, здание для неё пожертвовала Е. И. Коптева. Когда Шаховская умерла (1906 год), община перешла под начало Московской Городской Думы.
Сёстры милосердия общины «Утоли моя печали» помогали солдатам, получившим ранения в ходе сербско-турецкой, русско-турецкой, балканской и Первой мировой войн. В мирное же время они помогали жителям всей империи, переживавших неурожаи и болезни, работали в колонии для прокажённых в Якутии.
После революции из-за распространения эпидемии сыпного тифа в общине открыли тифозное отделение. Община работала до начала 1920-х годов, затем её здание было передано больнице, названной в честь Н. Э. Баумана. В церкви расположились больничные службы, её глава была сломана, место захоронения Шаховской утрачено. От храма осталась лишь полукруглая алтарная апсида с восточной стороны здания. В настоящее время на территории комплекса находится Городская клиническая больница № 29.